# Ange Justiniani
Ange Justiniani (en italien Angelo Giustiniani), né en 1520 sur l'île de Chios et mort le 22 février 1596 en république de Gênes, est un prélat du XVIe siècle.

## Biographie
Ange Justiniani est né sur l'île de Chios, en Grèce, d'une famille patricienne de Gènes, les Giustiniani. Il est le fils de  Francesco Giustiniani et N.N. Francischetta.
Il est membre de l'ordre des franciscains. Théologien, il enseigne à l'université de Padoue, ainsi qu'à Gènes. Il prêcha dans plusieurs villes d'Italie.
Il est le confesseur duc de Savoie Emmanuel-Philibert. Il est nommé en 1568  évêque de Genève. Il installe définitivement l'évêché de Genève, à Annecy, en 1569. Il assiste au concile de Trente, en qualité de « premier docteur en théologie de l'ordre de Saint-François ».
Fatigué des oppositions qu'il rencontre, il échange en 1579 son évêché avec le prieuré de Talloires, occupé alors par Claude de Granier. Confronté là aux obstacles de la réforme du monastère, il se démet aussi du prieuré en 1590 en faveur de Jacques de Savoie, prieur d'Entremont, demi-frère bâtard de Jacques de Savoie, et se retire à Gènes, sa patrie.